# Cyprinus chilia
Cyprinus chilia är en fiskart som beskrevs av Wu, Yang och Huang, 1963. Cyprinus chilia ingår i släktet Cyprinus och familjen karpfiskar. IUCN kategoriserar arten globalt som starkt hotad. Inga underarter finns listade i Catalogue of Life.